# サムライ刑事
『サムライ刑事』（サムライでか）は、春日光広による日本の漫画。『週刊コミックバンチ』（新潮社）誌上において2002年49号から2007年33号まで連載された。単行本は紙媒体では8巻までで、電子書籍では全20巻。
かつて『週刊ヤングジャンプ』（集英社）で連載された『ザ・サムライ』の続編であるが、主人公は武士の長男・武蔵であるほか、前作の大げさな展開はなりを潜め、サムライ魂を持つ《型破りな刑事もの》となっている。

## 登場人物

### 福岡県警大濠署

#### 捜査一課
血祭 武蔵（ちまつり むさし）
主人公。刑事。
橘 香織

高樹 涼子

### 血祭家
血祭 武士（ちまつり たけし）
前作『ザ・サムライ』の主人公で、武蔵・明日香の父。職業は高校教師。
血祭 敦子（ちまつり あつこ）
武士の妻であり、武蔵・明日香の母。専業主婦。武士とは高校時代の同級生で、旧姓は山口。
血祭 明日香（ちまつり あすか）
血祭家の長女で、武蔵の妹。高校3年生。時々派手な下着姿を父や兄に披露しては母親に咎められている。
血祭 静（ちまつり しずか）
武士の母であり、武蔵・明日香の祖母。